# Patrick Nève
Patrick Marie Ghislain Pierre Simon Stanislas Nève de Mévergnies (Liège, 1949. október 13. – 2017. március 13.) belga autóversenyző.

## Pályafutása
Jómódú családjának köszönhetően az alapokkal az angliai Snettertonban működő Jim Russell versenyvezetőképző-iskolában ismerkedett, ahol munkát is vállalt, mint takarított, majd oktató lett.
A versenyzést Formula Ford bajnokságban egy Lola T340 autóval kezdte, majd a Formula–3-ban folytatta. Ez utóbbi kategóriában az 1975-ös Európa-Bajnokság negyedik helyén végzett. 1976-ban a Brabham részére tesztelt, és a RAM csapat színeiben szintén Brabham autókkal két világbajnokságon kívüli viadalon is elindult, egy tizenegyedik és egy hetedik helyet szerezve. Még ugyanebben az évben bevásárolta magát a világbajnokságba egy futam, a Belga Nagydíj erejéig az alakulatba, majd a Francia Nagydíjra is, de ekkor már az Ensign színeiben.
1977-ben leszerződött a Williams Grand Prix Engineering-hez, ahol March-Ford 761-es autókkal összesen nyolc világbajnoki futamon indult. Hét alkalommal célba is ért, legjobb eredményét a Monzában rendezett Olasz Nagydíjon érte el, ahol hetedikként intették le. Mivel az 1978-as évad előtt Frank Williams csapatának szponzora, a Saudia légitársaság ragaszkodott az ausztrál Alan Jones szerződtetéséhez, az 1977-es Kanadai Nagydíjjal véget ért Neve Formula–1-es pályafutása, bár a visszatérésre több kísérletet is tett. Formula–2-es sorozatokban próbálkozott, de elfogyott a pénze, így kénytelen volt letenni a visszatérésről. A Belga Túraautó-Bajnokság résztvevője lett, továbbá indult a Le Mans-ban rendezett 24 órás viadalon. Végleges visszavonulása után Patrick Neve Racing néven ügynökséget nyitott, amely autósport-rendezvények promotálásával foglalkozott.

## Eredményei

### Teljes európai Formula–2-es eredménysorozata
| Év   | Csapat                       | Kasztni      | Motor    | 1      | 2      | 3      | 4      | 5   | 6   | 7      | 8   | 9   | 10  | 11     | 12  | 13  | 14  | Helyezés | Pont |
| ---- | ---------------------------- | ------------ | -------- | ------ | ------ | ------ | ------ | --- | --- | ------ | --- | --- | --- | ------ | --- | --- | --- | -------- | ---- |
| 1975 | Safir Engineering Ltd        | Safir RJ02   | Ford BDA | EST    | THR    | HOC    | NÜR    | PAU | HOC | SAL    | ROU | MUG | PER | SIL Ni | ZOL | NOG | VAL | —        | 0    |
| 1977 | March Racing Ltd             | March 772P   | BMW      | SIL 3  | THR    | HOC    | NÜR    | VAL | PAU | MUG    | ROU | NOG | PER | MIS    | EST | DON |     | 14.      | 4    |
| 1978 | Patrick Nève                 | March 782    | BMW      | THR ki | HOC    | NÜR    | PAU    | MUG | VAL | ROU    | DON | NOG | PER | MIS    | HOC |     |     | —        | 0    |
| 1979 | Onyx Racing Engineering      | Pilbeam MP42 | Hart     | SIL ki | HOC ki | THR ki | NÜR ki | VAL | MUG | PAU    | HOC | ZAN | PER | MIS    | DON |     |     | —        | 0    |
| 1980 | Mike Earle Racing with March | March 802    | BMW      | THR    | HOC    | NÜR    | VAL    | PAU | SIL | ZOL ki | MUG | ZAN | PER | MIS    | HOC |     |     | —        | 0    |
| 1983 | Onyx Racing Engineering      | March 832    | BMW      | SIL    | THR    | HOC    | NÜR    | VAL | PAU | JAR 14 | DON | MIS | PER | ZOL    | MUG |     |     | —        | 0    |

### Teljes Formula–1-es eredménysorozata
(Táblázat értelmezése)

(Félkövér: pole-pozícióból indult; dőlt: leggyorsabb kört futott) 

| Év   | Csapat       | 1   | 2   | 3   | 4   | 5      | 6       | 7      | 8      | 9      | 10     | 11     | 12    | 13     | 14    | 15     | 16     | 17  | Helyezés | Pont |
| ---- | ------------ | --- | --- | --- | --- | ------ | ------- | ------ | ------ | ------ | ------ | ------ | ----- | ------ | ----- | ------ | ------ | --- | -------- | ---- |
| 1976 | RAM Racing   | BRA | RSA | USW | ESP | BEL Ki | MON     | SWE    |        |        |        |        |       |        |       |        |        |     | —        | 0    |
| 1976 | Team Ensign  |     |     |     |     |        |         |        | FRA 18 | GBR    | GER    | AUT    | NED   | ITA    | CAN   | USA    | JPN    |     | —        | 0    |
| 1977 | Williams     | ARG | BRA | RSA | USW | ESP 12 | MON     | BEL 10 | SWE 15 | FRA NK | GBR 10 | GER NK | AUT 9 | NED NK | ITA 7 | USA 18 | CAN Ki | JPN | —        | 0    |
| 1978 | Patrick Nève | ARG | BRA | RSA | USW | MON    | BEL NeK | ESP    | SWE    | FRA    | GBR    | GER    | AUT   | NED    | ITA   | USA    | CAN    |     | —        | 0    |

### Le Mans-i 24 órás autóverseny
| Év   | Osztály | Autó                        | Csapat            | Csapattárs(ak)                    | Oszt. hely. |
| ---- | ------- | --------------------------- | ----------------- | --------------------------------- | ----------- |
| 1980 | IMSA    | BMW M1 BMW M88 3.5L I6      | March Racing Ltd. | Manfred Winkelhock Michael Korton | Kiesett     |
| 1982 | C       | March 82G Chevrolet 5.8L V8 | March Racing      | Eje Elgh Jeff Wood                | Kiesett     |